# Dave Heineman
David Eugene "Dave" Heineman (Falls City, Nebraska, 12 de mayo de 1948) es un político estadounidense del Partido Republicano. Desde enero de 2005 hasta enero de 2015 ocupó el cargo de gobernador de Nebraska.